# Albali
Albali (Epsilon ε Aquarii) es una estrella perteneciente a la constelación de Aquarius, la 5ª más brillante. Su nombre propio de Albali, viene del árabe "Al Sad al Bula", que en español significa : "La Buena Fortuna del Tragasables". Se encuentra a unos 229 años luz de la Tierra.

## Localización
Albali se puede ver en el extremo derecho de Aquarius, con una magnitud aparente de +3,75.

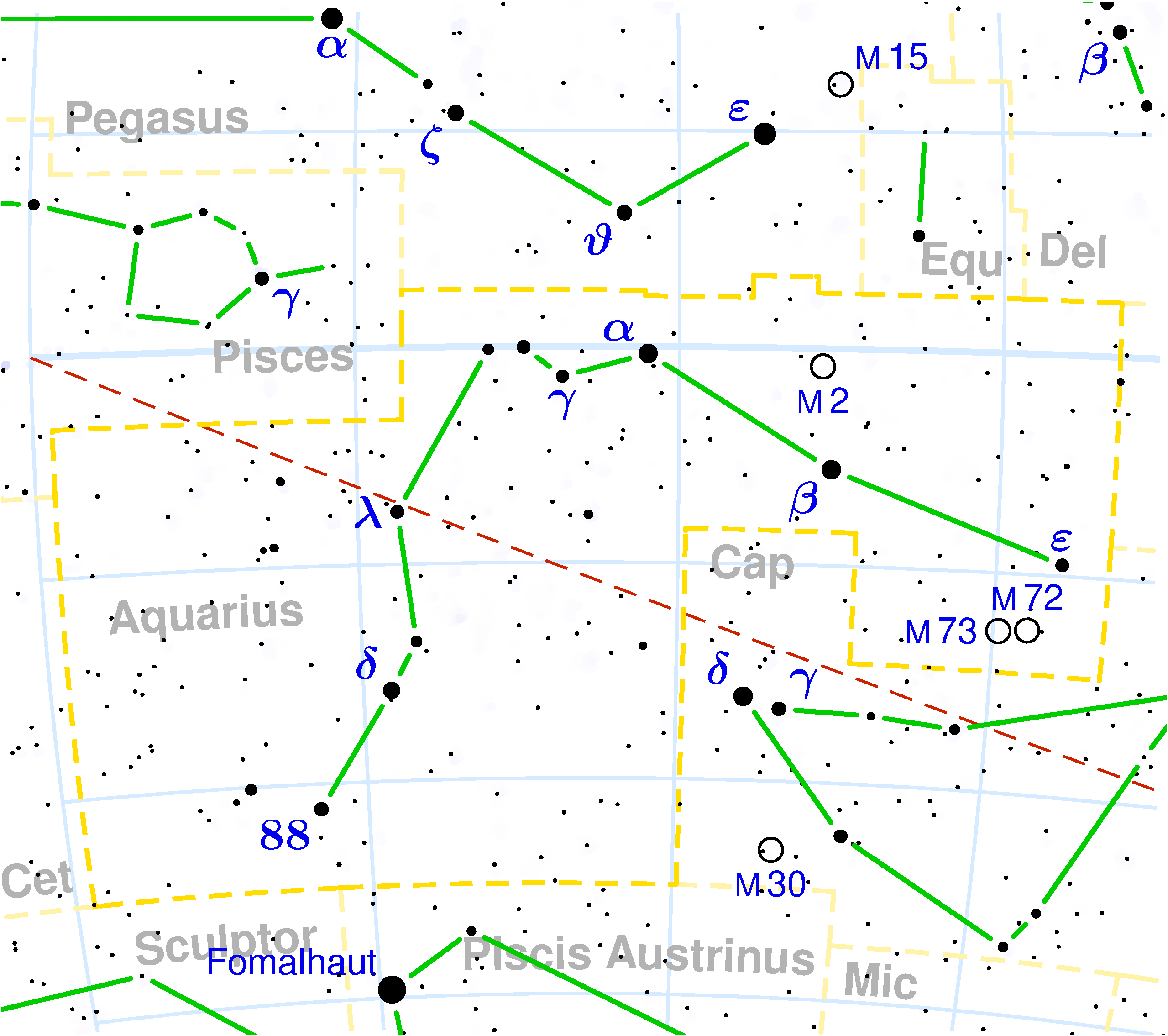
Constelación de Acuario.

- Datos: Q1501569